# Женская сборная Непала по баскетболу 3×3
Женская сборная Непала по баскетболу 3×3 представляет Непал на международных соревнованиях по баскетболу 3×3. Управляющим органом является Баскетбольная ассоциация Непала.
По состоянию на 27 августа 2024, женская сборная Непала по баскетболу 3×3 занимает 174-е место в мировом рейтинге ФИБА женских сборных по баскетболу 3×3.

## Результаты выступлений
| Турнир                           | Золото | Серебро | Бронза | Всего |
| -------------------------------- | ------ | ------- | ------ | ----- |
| Чемпионат мира по баскетболу 3×3 | —      | —       | —      | —     |
| Чемпионат Азии                   | —      | —       | —      | —     |
| Азиатские игры                   | —      | —       | —      | —     |
| Итого                            | —      | —       | —      | —     |

### Чемпионат мира по баскетболу 3x3
| Год        | Место          | Игры           | Победы         | Поражения      | Состав команды                                                 |
| ---------- | -------------- | -------------- | -------------- | -------------- | -------------------------------------------------------------- |
| Афины 2012 | 24             | 5              | 0              | 5              | Samichin Bista, Sadina Shrestha, Sneha Shrestha, Luuniva Singh |
| 2014—н. в. | не участвовали | не участвовали | не участвовали | не участвовали | не участвовали                                                 |

### Чемпионат Азии по баскетболу 3x3
| Год        | Место          | Игры           | Победы         | Поражения      | Состав команды                                         |
| ---------- | -------------- | -------------- | -------------- | -------------- | ------------------------------------------------------ |
| Доха 2013  | 5              | 5              | 1              | 4              | Gyanu G*****, Neha M*****, Preeti T*****, Alisha Malla |
| 2017—н. в. | не участвовали | не участвовали | не участвовали | не участвовали | не участвовали                                         |

### Азиатские игры
| Год           | Место | Игры | Победы | Поражения | Состав команды                                               |
| ------------- | ----- | ---- | ------ | --------- | ------------------------------------------------------------ |
| Джакарта 2018 | 14    | 3    | 0      | 3         | Anusha Malla, Alina Gurung, Bhawana Lama, Shreya Khadka      |
| Ханчжоу 2022  | 14    | 3    | 0      | 3         | Shreya Khadka, Meena Gurung, Garisha Silwal, Rinchhen Moktan |